# White Glacier
White Glacier är en glaciär i Antarktis. Den ligger i Västantarktis. Inget land gör anspråk på området. White Glacier ligger 261 meter över havet.
Terrängen runt White Glacier är platt åt nordost, men åt sydväst är den kuperad. Trakten är obefolkad. Det finns inga samhällen i närheten.